# Долења Вас при Полици
Долења Вас при Полици (словен. Dolenja vas pri Polici) је мало насеље северно од Полица општина Гросупље у централној Словенији покрајина Долењска. Општина припада регији Средишња Словенија.
Налази се на надморској висини 453,4 м, површине 1,06 км². Приликом пописа становништва 2002. године насеље је имало 69 становника.

## Име
Име насеља Долења Вас промењено је 1953. у Долења Вас при Полици У прошлости се звао Нидердорф.

## Културно наслеђе
На путу јужно од насеља налази је мала капела посвећена Мајци Божијој, која датира из 1875. године.